# Petr Hora
Petr Hora (* 12. dubna 1949, Brno) je sklář, sochař, designér. Jeho starším bratrem je sklářský výtvarník Lubomír Hora.

## Život
Absolvoval Odborné učiliště sklářské v Chlumu u Třeboně (1965–1967) a Střední uměleckoprůmyslovou školu sklářskou v Železném Brodě (1967–1971).
V letech 1971–1991 byl vedoucím výtvarníkem a ředitelem sklářské hutě ve Škrdlovicích.

### Ocenění
- 1978 2. Quadrienale des Kunsthandwerks sozialistische Länder
- 1980 Quadriennale des Kunsthandwerks, Erfurt, Urkunde
- 1983 Internationale Handwerksmesse, München, Bayrischer Stadtpreis, Goldmedaille
- 2004 Michigan Glass Month Award of Excellence
- 2006 Jurors Award – Muskegon Institute of Art – Award of Excellence
- 2011 Bavorská státní cena a Zlatá medaile, Mnichov

### Výstavy (výběr)

#### Samostatné
- 1997, 1998, 2000 Heller Gallery, New York (USA)
- 1999, 2001, 2003, 2006 Habatat Gallery, Boca Raton (USA)
- 2002 Habatat Gallery, Royal Oak (USA)
- 2013 Galerie NOVA – Bratislava
- 2016 Muzeum Vysočiny Havlíčkův Brod

#### Společné
- 1983 Skleněná plastika, Dům umění města Brna
- 1984 Československé sklo '84: Umělecká sklářská tvorba, Valdštejnská jízdárna, Praha
- 1985 Sklo – keramika, Galerie výtvarného umění v Havlíčkově Brodě
- 1985 Výtvarníci Vysočiny, Oblastní galerie Vysočiny v Jihlavě
- 1992 Souvztažnosti, Skleněná plastika a vitráže 1992, Dům umění města Brna, Brno (Brno-město)
- 1992 Festival českého a japonského skla 1992–1993, Mánes, Praha, Muzeum dekorativního umění Azabu, Tokio, Village of Glass, Hiroshima
- 1993 Festival českého a japonského skla 1992–1993, Machida City Museum of Graphic Art Machida, Tokio, Bohemia Glass Museum Karuizawa, Nagano
- 2002 František Vízner, Petr Hora: Sklo, Zámek Žďár nad Sázavou